# Synodontis resupinatus
Synodontis resupinatus là tên của một loài cá da trơn bơi lộn ngược và là loài đặc hữu của lưu vực sông Niger và sông Bénoué của Cameroon, Mali và Nigeria. Vào năm 1904, loài cá này được nhà động vật học người Bỉ gốc Anh George Albert Boulenger dựa trên mẫu vật thu thập được ở gần Lokoja, Nigeria.

## Mô tả
Tương tự như nhiều loài trong chi Synodontis, S. geledensis xương đỉnh đầu của chúng kéo dài ra phía sau đến tia vây đầu tiên của vây lưng thì dừng lại. Hai bên đầu chúng mọc ra hai cái xương hẹp, cứng, nhám, chiều dài thì hơn chiều rộng, đỉnh thì nhọn. Nhờ bộ phận này mà các nhà nghiên cứu có thể nhận dạng được loài cá này.
Chúng có 3 cặp râu. Một cặp ở hàm trên thì dài, không phân nhánh, có thể có màng ở nối với cơ thể ở gốc, khi mở rộng thì có chiều dài hơn chiều dài của đầu một chút. Còn hai cặp ở dưới thì có độ dài không bằng nhau. Cặp ngoài cùng thì dài bằng khoảng 1⁄2 chiều dài của đầu, còn cặp trong cùng thì khoảng 1⁄3.
Tia vây đầu tiên của vây lưng và vây ngực thì cứng và có đỉnh nhọn. Ở phần lưng thì hơi cong, dài bằng chiều dài của đầu, phía trước thì mềm hoặc có răng cưa rất ít và phía sau thì nhiều răng cưa hơn. Còn ở phần ngực thì dài như vây lưng và có răng cưa ở 2 bên. Vây hậu môn thì có 5 tia vây không nhánh và 8 tia vây phân nhánh, đỉnh thì cùn. Vây đuôi thì chia ra làm 2 rất rõ ràng, thùy trên thì bị bóp nhọn vào điểm cuối.
Ở hàm trên thì răng của chúng có hình cái đục, còn ở hàm dưới thì có hình chữ S (hay hình cái móc). Số lượng răng ở hàm dưới thường được dùng để phân biệt các loài, ở Synodontis caudovittatus thì hàm dưới có 60 cái răng.
Cơ thể của loài cá này có màu nâu nhạt hơi xám ở trên lưng và hai bên, mặt dưới thì có màu đen. Vây thì có màu xám, râu thì hơi trắng.
Chiều dài của chúng khi trưởng thành có thể lên đến 26 cm (10 in). Nhìn chung thì cá thể giống cái thì to hơn giống đực dù cùng lứa tuổi với nhau.

## Môi trường sống và tập tính
Trong tự nhiên, loài cá này có thể được tìm thấy ở lưu vực sông Niger và sông Bénoué. Chúng bị đánh bắt vì mục đích tiêu thụ của con người.
Hành vi sinh sản của các loài trong chi Synodontis hầu như vẫn chưa rõ, ngoại trừ việc đếm được số lượng trứng từ việc đánh bắt được các cá thể cái. Mùa sinh sản thì có lẽ diễn ra vào mùa lũ từ tháng 7 đến tháng 10, rồi chúng bắt cặp và bơi cùng nhau đến hết mùa sinh sản. Tốc độ phát triển của chúng tăng nhanh vào năm đầu tiên rồi giảm dần theo từng năm.